# Milentije Popović
Milentije Popović, cyr. Милентије Поповић (ur. 1913, zm. 1971) – jugosłowiański polityk, członek Związku Komunistów Jugosławii.
Po II wojnie światowej zajmował stanowisko ministra spraw wewnętrznych i handlu.